# Wereldkampioenschap powerlifting
Het Wereldkampioenschap powerlifting is een door de International Powerlifting Federation (IPF) georganiseerd kampioenschap voor powerlifters.

## Historiek
Het eerste wereldkampioenschap voor mannen vond plaats in 1972, dat voor vrouwen in 1980.